# Костен мозък
Костният мозък (на латински: medulla ossea) изпълва каналите на тръбестите кости и кухините в спонгиозата на плоските кости. Съществуват два вида костен мозък – червен и жълт. Червеният костен мозък произвежда кръвни клетки и с напредване на възрастта се превръща в жълт. Това се дължи на факта, че в него се натрупва мастна тъкан.
Костният мозък е основен хемопатичен орган. Той произвежда всички кръвни клетки – еритроцити, гранулоцити, моноцити, тромбоцити и лимфоцити. Количеството му при израснал индивид е около 2600 g. Разделя се на червен и жълт. При раждането той е само червен. По време на израстването част от него претърпява мастна дегенерация и се трансформира в жълт. При израснали индивиди червеният костен мозък се намира в спонгиозата на плоските кости – гръдна кост, ребра, черепни кости, прешлени и в епифизите на някои дълги кости. Жълтият костен мозък се разполага в каналите на дългите кости. Червеният костен мозък е активен хемопоетичен орган, а жълтият костен мозък е неактивен, но в условията на усилена хемопоеза (напр. след големи кръвозагуби) може да се активира и трансформира в червен костен мозък.
Червеният костен мозък се изгражда от съединителнотъканна строма и кръвни клетки в различни етапи на развитие. Стромата представлява мрежа от съединителнотъканни влакна и клетки, напр. ретикуларни клетки, които имат фагоцитарна способност. Съдържа още: много макрофаги – те произлизат от моноцитите и имат фагоцитарна функция. Срещат се мастни клетки (липоцити) и остеобласти. В стромата се разполагат и кръвните клетки.
Червеният костен мозък съдържа мрежа от кръвоносни съдове и венозни синусоиди. При входа и изхода на венозните синусоиди има сфинктери, които регулират тяхното кръвонапълване. Стените на синусоидите са изградени от прекъснат ендотел, който има отвори. През тях кръвните клетки преминават в кръвта.
В костния мозък се намират кръвни клетки в различен етап на развитие. Установено е, че всички типове кръвни клетки произхождат от една обща (тотипотентна) стволова клетка. Тя е с по-малки размери от останалите клетки. Стволовите клетки съществуват през целия живот на индивида. Те се делят и броят им е приблизително еднакъв. От общата (тотипотентна) стволова клетка водят началото си две частично детерминирани (плурипотентни) стволови клетки:
 – миелоидна – представлява зародишна клетка на еритроцитния, гранулоцитния, моноцитния и мегакариоцитния ред;
 – лимфоидна – тя се диференцира в лимфоцитни и плазматични клетки.
От частично детерминираните плурипотентни клетки се образуват детерминираните (унипотентни) предшественици на отделните родове клетки.
Образуване на еритроцитите. От миелоидната стволова клетка се образува първата специфична за еритропоезата унипотентна клетка, която е чувствителна към еритропоетин и се нарича еритропоетинчувствителна клетка (ЕЧК). Тази клетка се диференцира в проеритробласт. Той претърпява по-нататъшно узряване и диференциране като преминава през стадиите на базофилен, полихроматофилен и оксифилен еритробласт и се превръща в безядрен ретикулоцит. Ретикулоцитът навлиза в синусоидите и попада в периферната кръв, където доузрява и се превръща в еритроцит. Зрелият еритроцит е с диаметър около 7 μm, с форма на двойновдлъбнат диск и е доста гъвкав. Със стареенето еритроцитите стават по-плътни и ригидни. Захващат се от фагоцитиращите макрофаги в ММС на слезката и се разрушават. Средната продължителност на живот на еритроцитите е 120 дни.
От един проеритробласт чрез делене и диференциация се получават 8-16 еритроцита. Не всички проеритробласти достигат до стадий на ретикулоцит. Една част от тях (10-15%) умират преди да се обезядрят.
Образуване на гранулоцитите. От миелоидната стволова клетка се образува миелобласт – първата специфична за гранулоцитния ред клетка. Следващите етапи на развитие са: промиелоцит, миелоцит (неутрофилен, еозинофилен и базофилен), метамиелоцит (неутрофилен, еозинофилен и базофилен) и гранулоцит (неутрофилен, еозинофилен и базофилен). Неутрофилните гранулоцити биват пръчкоядрени (с ядро под формата на подкова) и зрели (със сегментирано ядро – сегментоядрени гранулоцити). В пределите на костния мозък зрелите гранулоцити се намират в синусоидите. Времето, за което един миелобласт дава потомство от зрели (сегментоядрени) гранулоцити е около 10 дни. Средната продължителност на живот на гранулоцитите е 5-6 дни.
Образуване на моноцитите. От миелоидната стволова клетка се образува монобласт. Следва процес на делене и диференциация като се преминава през стадий на промоноцит и моноцит. Моноцитите преминават в синусоидите и напускат костния мозък. От кръвта те проникват в тъканите и се трансформират в тъканни макрофаги и хистиоцити. Това е основната клетъчна съставка на моноцитно-макрофагеалната система (ММС), която се намира главно в слезката.
Образуване на тромбоцитите. От миелоидната стволова клетка се образува мегакариобласт. Следващите етапи на развитие са: промегакариоцит, мегакариоцит и тромбоцит. Мегакариоцитите са много големи клетки с гигантски ядра. Цитоплазмата им се разделя чрез дълбоки инвагинации. Тромбоцитите представляват фрагменти от цитоплазмата на зрелите мегакариоцити. Всеки тромбоцит притежава собствена мембрана, цитоплазмени органели и специални образувания – алфа-гранули (съдържат доста протеини: фибриноген, растежни фактори, тромбоцитен фактор 4) и плътни телца (съдържат серотонин, калций, АТФ и др.). Тромбоцитите са безядрени клетки. Средната продължителност на живот на тромбоцитите е 10-12 дни. Тромбоцитопоезата се стимулира от растежни фактори – тромбопоетин, интерлевкин-3, интерлевкин-11, интерлевкин-6, а се инхибира от тромбоцитен фактор 4.
Образуване на лимфоцитите. От лимфоидната стволова клетка се образуват лимфобласти. Те нямат маркери за Т- и В-клетъчните редици. Следващият стадий на диференциация са пролимфоцитите – те имат особен маркер, наречен общ антиген. Тези клетки чрез последователни деления се диференцират в пре-В-лимфоцити, които в лимфните възли се превръщат в В-лимфоцити. Под влияние на антигенен стимул В-лимфоцитите се трансформират в плазматични клетки. Те продуцират антитела. Развитието на Т-лимфоцитите започва в тимуса и завършва в Т-зоната (паракортекс) на лимфните възли.
Стромните клетки на костния мозък както и кръвните клетки произвеждат вещества, наречени цитокини. По природа те са гликопротеини и се делят на няколко групи:
1. Интерлевкини – това са 18 регулаторни протеина, които осъществяват взаимодействието между различните кръвни клетки. Някои от интерлевкините представляват растежни фактори на миелопоезата и се наричат колонистимулиращи фактори. Те биват:
- Гранулоцитно-макрофагиален растежен фактор (GM-CSF);
- Гранулоцитен растежен фактор (G-CSF);
- Моноцитномакрофагиален растежен фактор (MM-CSF);

Еритропоетинът представлява еритробластен растежен фактор, но не е интерлевкин. Произвежда се от бъбреците (90%) и от черния дроб (10%). Колонистимулиращите фактори и еритропоетинът се прилагат за лечение на анемия и гранулоцитопения.
2. Интерферони. Те биват:
- Интерферон-алфа – продуцира се от левкоцитите.
- Интерферон-бета – продуцира се от фибробластите.
- Интерферон-гама – продуцира се от Т-лимфоцитите.

Интерфероните имат антивирусна активност (прилагат се за лечение на вирусните хепатити), антипролиферативна активност (прилагат се за лечение на някои левкемии и на солидни тумори), имуномодулираща активност (активират макрофагите, естествените клетк-убийци, цитотоксичните Т-лимфоцити).
3. Тумор некрозни фактори – причиняват некроза на туморите и са причина за появата на симптоми като фебрилитет, отслабване на тегло и цитопении. Биват:
- Тумор некрозен фактор-алфа – продуцира се от моноцитите и макрофагите;
- Тумор некрозен фактор-бета – продуцира се от лимфоцитите.